# Silverhätta
Silverhätta (Mycena polygramma) är en svampart som först beskrevs av Pierre Bulliard (v. 1742–1793), och fick sitt nu gällande namn av Samuel Frederick Gray 1821. Enligt Catalogue of Life ingår Silverhätta i släktet Mycena,  och familjen Mycenaceae, men enligt Dyntaxa är tillhörigheten istället släktet Mycena,  och familjen Favolaschiaceae. Arten är reproducerande i Sverige. Inga underarter finns listade i Catalogue of Life.

## Källor

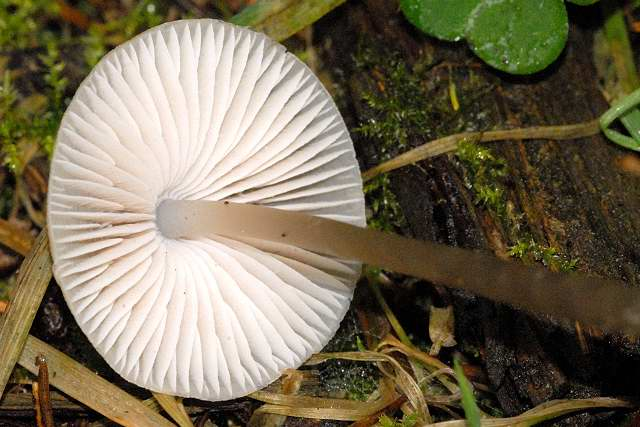
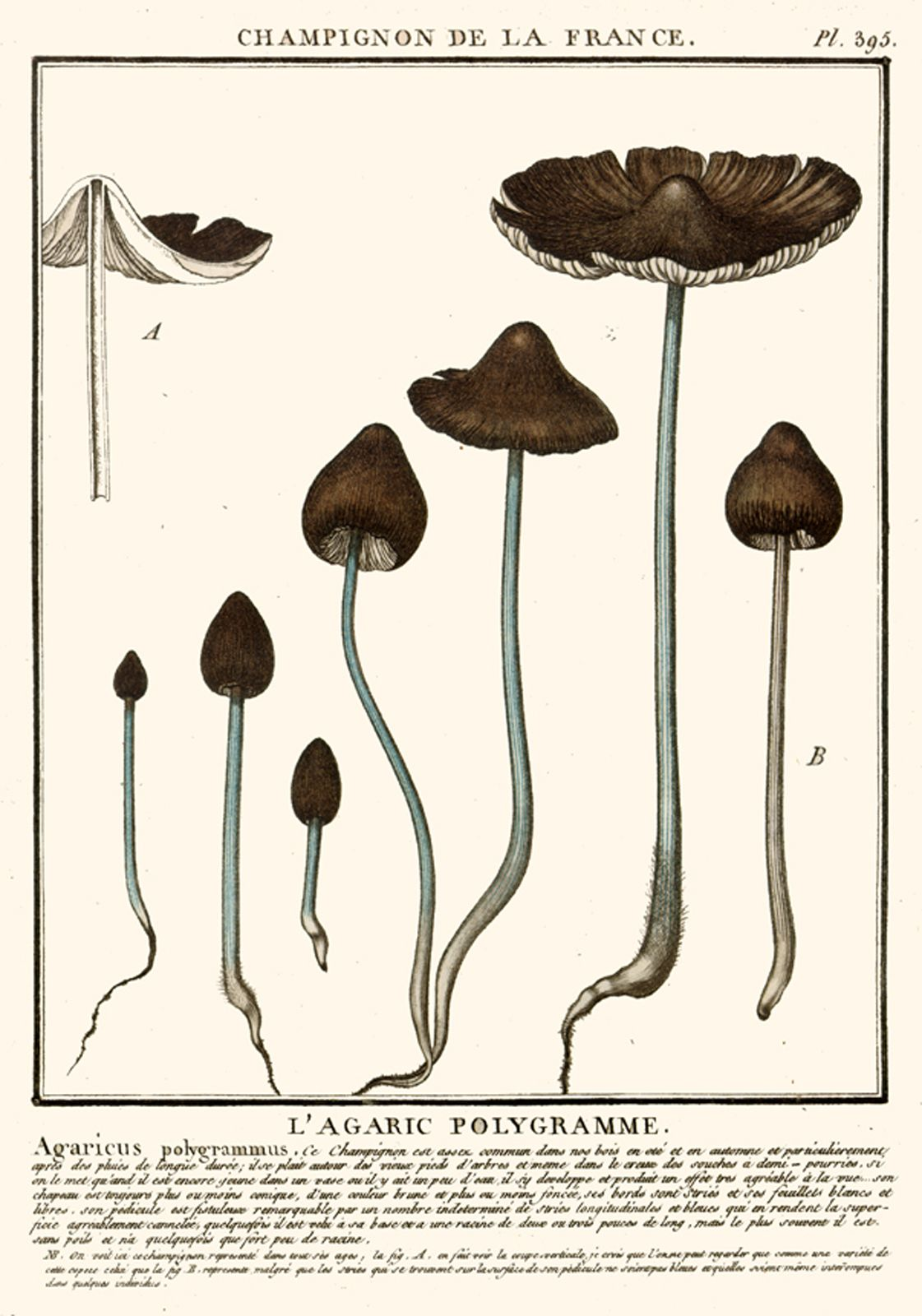
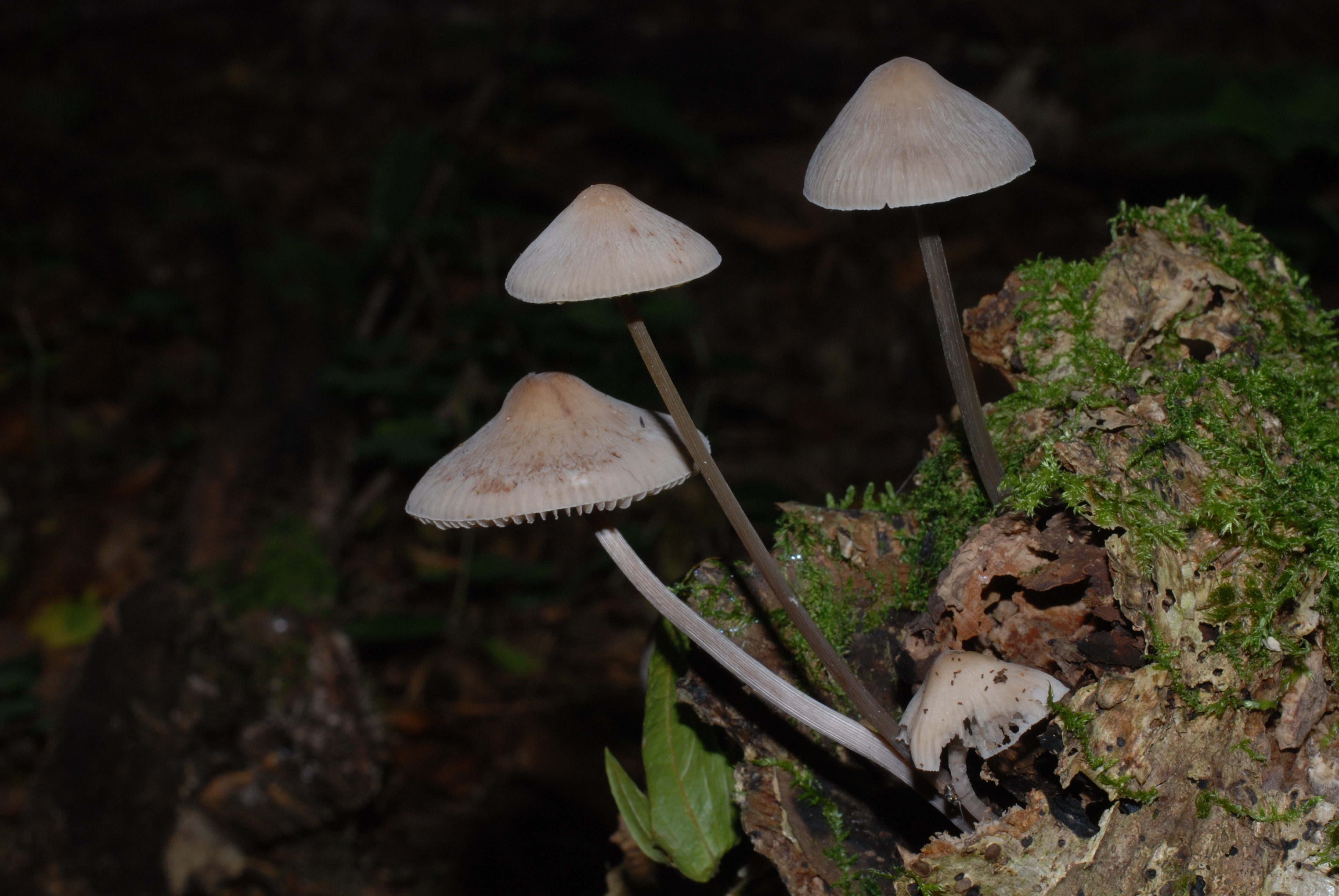
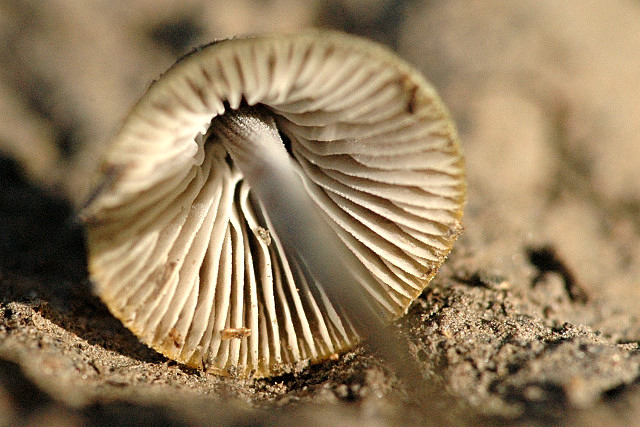
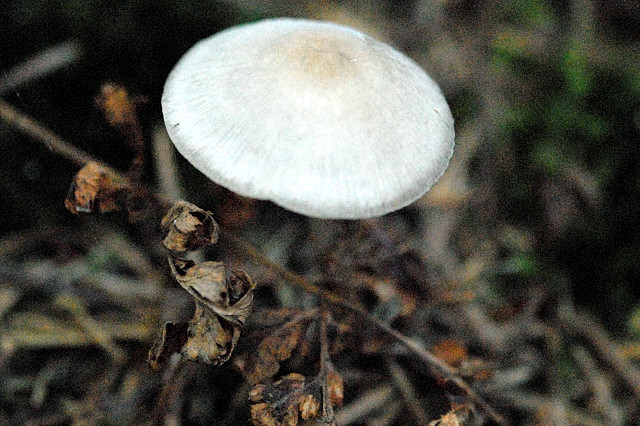